# 武田元明
武田 元明（たけだ もとあき）は、戦国時代から安土桃山時代にかけての武将、若狭国の守護大名。武田義統の子で、若狭武田氏の第9代当主。後瀬山城（旧・若狭小浜城）主。諱は、元次（もとつぐ）ともいう。

## 生涯
天文21年（1552年）または永禄5年（1562年）、若狭武田氏の当主・武田義統（義元）の子として誕生した。母は室町幕府の12代将軍・足利義晴の娘（義輝・義昭の妹と推定）である。幼名は孫犬丸。
永禄9年（1566年）、次期将軍を窺う足利義昭が若狭武田氏の保護を求めて若狭に入るが、義統に反発する被官たちが元明を擁立して反抗を始めたために上洛することが出来ず、義昭は越前国の戦国大名・朝倉義景を頼った。
永禄10年（1567年）4月、父が死去したため、元明が家督を継いで当主となるが、国内の状況は不安定な状態が続いた。かつて応仁の乱では副将を務めた若狭武田氏はすでに衰退していた。若狭守護代・内藤氏の内藤筑前守は若狭天ヶ城、手筒山城（天筒山）に、有力被官の逸見昌経（昌清）は高浜城に、粟屋勝久は国吉城（佐柿）に、熊谷直澄は大倉見城（井崎城）に割拠して、それぞれ守護大名家の支配下より離反し、独立している状態だった。
永禄11年（1568年）、朝倉義景が若狭に侵攻した。朝倉勢は国吉城、手筒山城などを落とし、朝倉景恍（太郎左衛門）、半田又八郎らが兵を率いて後瀬山城を囲むと、元明は自害しようとしたが、和を講じると説得され、親族であるから身柄を保護するという名目で拉致され、一乗谷朝倉館に強制的に移住させられることとなった。当時の若狭国内の状況や元明と同族である甲斐国の武田信玄が朝倉義景に対して義統の没後に元明を保護したことに謝意を示す書状を送っていることから実際に朝倉氏が元明を庇護する必要性があったとする見解も存在するが、朝倉氏は元明を傀儡として若狭を間接支配したので、実質上若狭は朝倉氏の支配下に入ったともいえる。
若狭武田氏は朝倉氏に従属し、国人衆は朝倉氏に臣従しながら武田家再興の機会を待ったが、既に武田氏より独立していた逸見・栗屋・熊谷氏などは完全には従わず、織田氏の勢力が近江国の湖西地域に及ぶと織田信長に通じた。
元亀元年（1570年）1月の信長の触状で「武田孫犬丸」に上洛が促されている。同年4月、信長が突如として越前に侵攻すると、若狭の粟屋勝久や松宮玄蕃らはこれを迎えて、越前口に案内した。信長は重臣丹羽長秀を守護に任じて若狭半国を与えたが、この時は浅井氏の離反により撤退。金ヶ崎の戦いの後、武藤景久は母親を人質にを出すことを求められ、城の破却が命じられている。信長は当初のうちは元明を若狭国主として認める方向にあったが、元明自身は越前国内に留め置かれたままであった。なお、近年において、信長の越前侵攻は本来は武田家再興の意向を持つ足利義昭の命を受けた親朝倉派の排除を目的とした若狭侵攻であったが、朝倉義景がこれを容認せずに若狭に援軍を送る姿勢を見せたために方向転換したとする説も出されている。
天正元年（1573年）、若狭一国は丹羽長秀に任せられ、若狭衆（逸見昌経、内藤越前守、香川右衛門大夫、熊谷直澄、山県下野守、白井光胤、粟屋勝久、松宮玄蕃、寺井源左衛門、武藤景久）はその与力とされた。8月、朝倉氏が滅亡すると、元明は解放された。9月に国許に戻った元明は、長秀の入った後瀬山城を避けて、同じ遠敷郡小浜にある若狭神宮寺桜本坊に入った。元明は度々赦しを求めたが、信長は無視していた。
天正2年頃（1574年）、元服して孫八郎を称し、父より「元」の一字を受けて元明と名乗った。
天正3年（1575年）7月1日、元明は逸見昌経・粟屋勝久・熊谷直澄・内藤越前守・山県下野守ら家老衆をつれて、相国寺の信長に伺候した。同5年（1577年）1月14日にも年賀の訪礼をしているが、若狭国は丹羽長秀の支配下におかれて、元明の立場は回復しなかった。
天正9年（1581年）1月の京都御馬揃えでは、明智光秀宛書状にて、元明は逸見・粟屋・熊谷・内藤・山県らと同列にされて参加予定者とされており、『信長公記』には元明の名はないが、若狭衆の一員として丹羽長秀の組で行進したと思われる。3月、大飯郡高浜城8,000石の領主である逸見昌経が死去すると、4月16日、信長はこれを後嗣なしとして逸見氏の所領を没収し、その一部である大飯郡佐分利の石山城3,000石（旧武藤領）を元明に与えた。元明は若狭衆の1人として、長秀の与力となった。
天正10年（1582年）6月、本能寺の変で信長が横死すると、若狭守護だった頃の勢力の回復する好機と思った元明は、若狭国衆を糾合して蜂起し、明智光秀や義兄京極高次と通じて、近江へ侵攻して丹羽長秀の本城・佐和山城を陥落させた。しかし、山崎の戦いで光秀が羽柴秀吉に敗死すると、状況は一転した。
7月19日、恭順の意を示そうとした元明は長秀のいる近江海津（貝津）に招かれて、海津の宝幢院（ほうどういん）で謀殺された。『野史』では長秀によって殺されたとするが、『若狭守護代記』などでは明智に加担したことを理由に秀吉の命令で自害させられたとする。また良く知られた俗説に自害は元明の美しき妻（竜子）を奪うために秀吉が仕向けたことであるとする話がある 。何れにしろ、元明の死で若狭武田氏は滅亡した。
享年21または31。

## 子孫
元明の継嗣である義勝は、武田姓を憚り津川姓を称し、親族である京極高次に仕えた。のちに京極高次が関ヶ原の戦いの功により若狭一国の主となると大飯郡高浜城5,000石を与えられ、また佐々木姓を称することが許され、京極家重臣に列した。江戸時代の丸亀藩家老の佐々家はこの末裔といわれている。なお、義勝については息子ではなく弟とする所伝（『京極高次由緒書上』）もあり、元明の弟とした方が整合性があるとする研究者もいる。
なお、木下勝俊が、武田元明と正室・京極竜子との間に生まれた男子とする説があるが、元明の永禄5年（1562年）生誕説に従うと、勝俊や利房の父親の可能性はほとんど無いものと思われる（木下利房についても同じである）。ただし生年は前述の通り、別説がある。